# VDI 5702
Die VDI 5702 ist eine Richtlinienreihe des Fachbereiches Medizintechnik des Vereins Deutscher Ingenieure. Die in ihr enthaltenen VDI-Richtlinien sind in den Sprachen Deutsch und Englisch abgefasst.
Die Richtlinienreihe VDI 5702 trägt den Haupttitel „Medizinprodukte-Software - Medical SPICE“ mit den jeweiligen Einzelthemen in separaten Richtlinien:
- Blatt 1 „Prozessassessmentmodell“[1]
- Blatt 2 „Assessor-Qualifizierung (in Vorbereitung)“[2]
- Blatt 3 „Best Practices; Prozessgruppe Softwareentwicklung“ (in Vorbereitung)[3]

## Inhalte
Die für die medizinische Softwareentwicklung spezifischen Normen IEC 62304, IEC 62366, ISO 13485, ISO 14971 sowie ggf. IEC 60601 (bei Hardwarekomponenten) überdecken sich inhaltlich bei manchen Themen. Die VDI-Richtlinie 5702 fasst zum einen die Inhalte übersichtlich zu verschiedenen Prozessgruppen zusammen:

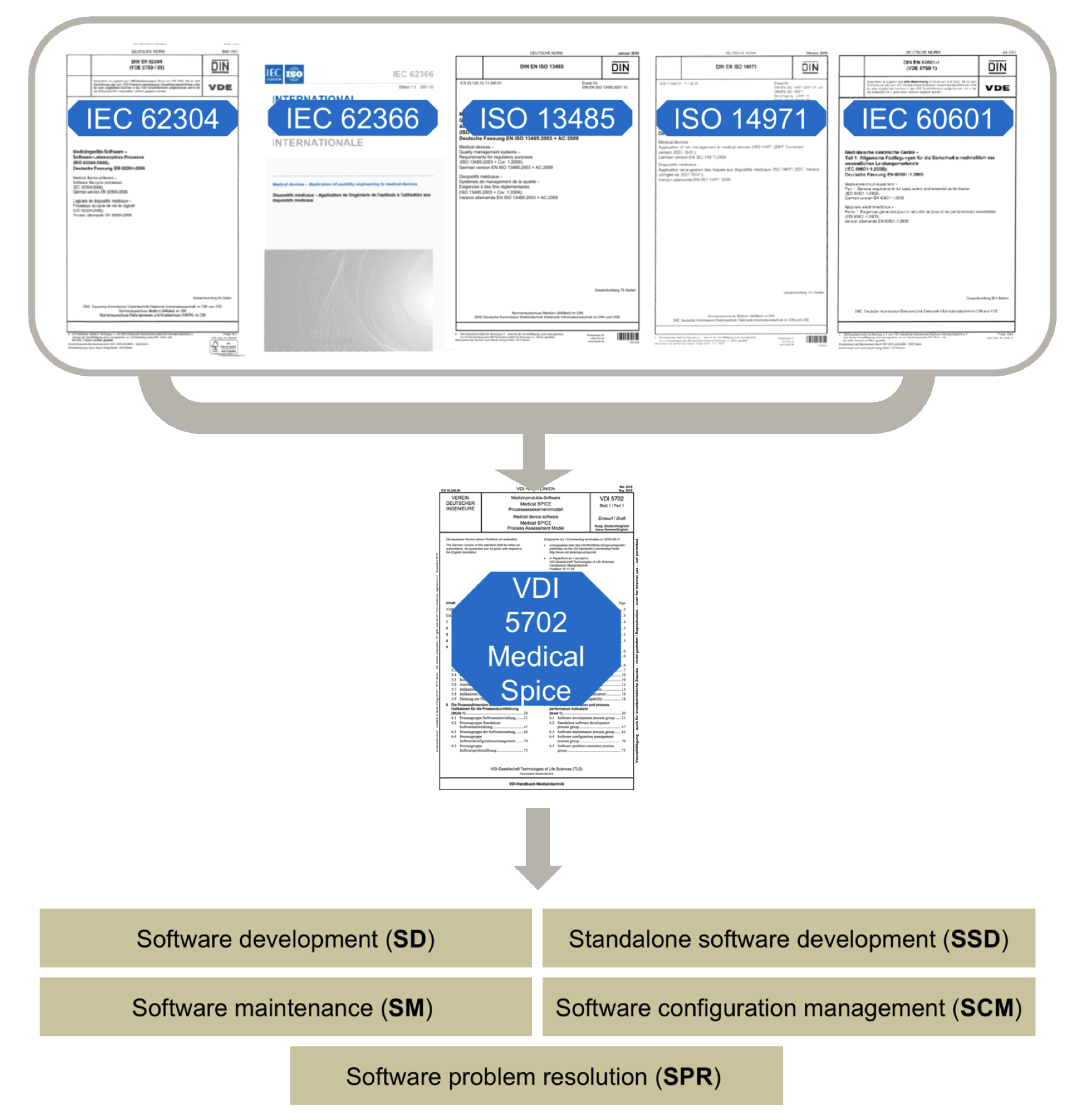

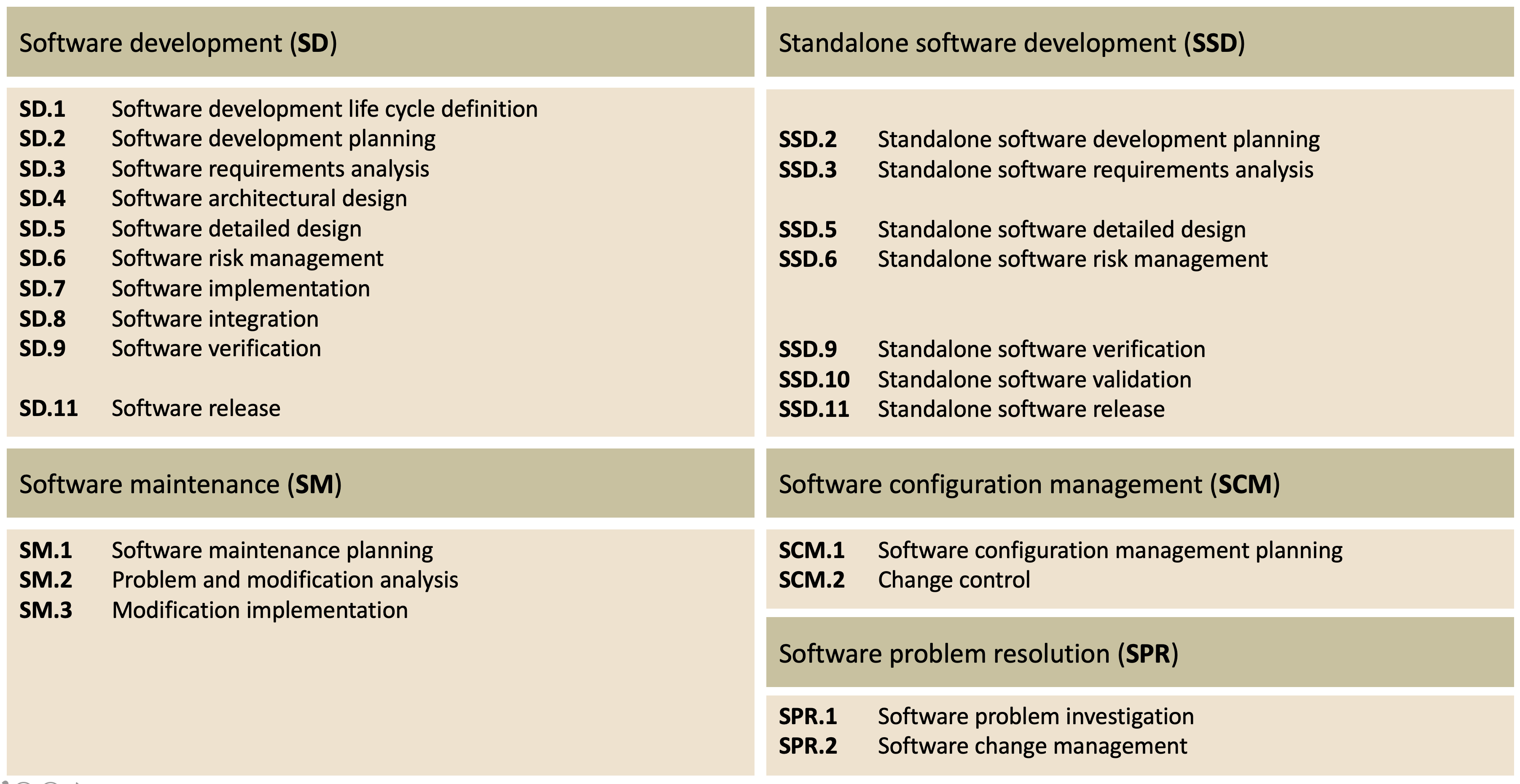

Entsprechend dem SPICE-Prozessmodell ermöglicht die Richtlinie auch eine Bewertung über die Güte der damit verbundenen Prozesse bzw. Informationen.
Die Richtlinien werden von Fachleuten in ehrenamtlicher Gemeinschaftsarbeit in einem transparenten Verfahren mit Öffentlichkeitsbeteiligung erstellt.